# American Registry for Internet Numbers
O Registro Americano para Números da Internet (ARIN) é o Regional Internet Registry (RIR) para o Canadá, muitas ilhas do Caribe e do Atlântico Norte e os Estados Unidos. 
O ARIN controla a distribuição dos recursos da Internet, incluindo IPv4 e IPv6 e os sistemas autônomos. Iniciou suas atividades em 22 de dezembro de 1997  após sua criação, em 18 de abril de 1997,. O ARIN é uma corporação sem fins lucrativos sediada no condado de Fairfax, Virgínia.
É um dos cinco RIRs do mundo. Assim como aos demais, cabe ao ARIN: 
- Oferecer serviços relacionados à coordenação técnica e de gestão dos recursos da Internet
- Desenvolvimento de políticas de seus membros e as partes interessadas
- Participação na comunidade internacional da Internet
- É uma organização sem fins lucrativos, baseada na comunidade
- É regido por um conselho executivo eleito pelos seus membros.